# Markmus
Markmusen (latin: Microtus agrestis), også kaldet almindelig markmus eller nordmarkmus, er den mest almindelige mus i Danmark, hvor den findes i græsvegetation over hele landet. Den er et alvorligt skadedyr og bliver ude hele året igennem, også om vinteren.

## Udseende
Markmusen er en studsmus, og som sådan kendetegnet ved dens korte ører, hale og ben. En voksen markmus vejer mellem 40 og 50 gram, og er 10 til 14 cm lang fra snude til halerod, og halen mellem 3 og 5 cm.
Ekskrementerne er 6-7 mm lange og 2-3 mm tykke, cylindriske med butte ender. Farven er er normalt grøn om sommeren og brun om vinteren.

### Lignende art
Ud over den almindelige markmus findes i Danmark en anden, nært beslægtet art, sydmarkmusen (Microtus arvalis). Denne findes kun i Jylland, fortrinsvis i den sydlige del. De to ligner hinanden til forveksling.

## Levevis
Markmusen lever størstedelen af tiden i gange, kaldet veksler, der snor sig gennem tæt vegetation af græs eller i det øverste, løse jordlag. I vekslerne er den bedre beskyttet mod rovdyr og har god adgang til græssets saftige nedre dele og deres rødder. De lange varbørster på snuden samt øjne og lugtesans spiller en stor rolle i markmusen orientering i vekslerne, hvor den kan løbe hurtigt omkring.

### Føde
Markmus er planteædere. Om sommeren spiser den især græs og urter. Om vinteren udgør rødder, rodknolde og nødder en vigtig del af føden. Den ses desuden ofte afgnave unge træers bark på de nederste 10-15 centimeter. Blandt løvtræer går det oftest ud over bøg, og blandt nåletræerne oftest ædelgran og lærk.

### Formering
Markmusen yngler fra marts til september, hvor den bygger en cirka 15 centimeter stor kugleformet rede. Den får i Danmark gennemsnitligt 4-5 kuld årligt med 4-5 unger i hver. Ungerne kan klare sig selv efter cirka 18 dage. Hunnerne bliver kønsmodne, når de er 3 uger gamle, mens hannerne først er kønsmodne efter 6 uger. Markmus lever normalt højst i 1½ år.

### Naturlige fjender
Markmusen er føde for et stort antal rovdyr. Af fugle kan nævnes tårnfalk, musvåge, kærhøg, mosehornugle og slørugle. Af pattedyr f.eks. lækat, brud, rød ræv og kat.

## Fredning
Markmusen er fredet i Danmark, men er kategoriseret som skadevoldende vildt, hvilket betyder at man, hvis man kan påvise at dyrene udgør en væsentlig gene, eller gør stor skade på afgrøde eller bevoksning, kan indhente tilladelse til at regulere bestanden.